# Arnold (animateur)
Pour les articles homonymes, voir Arnold.
Arnold Derek, né Mladen Derek, le 29 novembre 1966, est un journaliste et présentateur de radio français. 

## Activités

### Radio
Arnold a débuté comme animateur sur Canal 9, radio rock parisienne située dans le quartier de Montmartre, où il animait la matinale. 
En 1992, il prend la responsabilité du Morning sur la radio Skyrock.  
Transféré en 1994 sur Fun Radio, il y anime plusieurs émissions de libre-antenne jusqu'en 1998, comme Lovin'Fun et Ciné Fun avec Laurent Weil. Arnold devient aussi un habituel récurrent dans les Débats de Gérard sur Fun Radio, entre 1997 et 2002. Il intervenait notamment sous les pseudonymes de «Monsieur Mazure» et «Trevor Jones». 
En mars 2012, il remplace Amaelle Guiton dans la matinale de Mouv', et durant le mois d'août de la même année, il anime Le 7/9 de l'été, toujours sur Le Mouv.
Le 27 août 2012, Arnold prend les commandes de la matinale de OÜI FM, Le Morning Rock, avec Caroline Chimot, puis avec Cécile Chlous en août 2013. Malgré le retour de Caro, le Morning Rock avec Arnold s'arrête le 26 juin 2015. Sur son compte Twitter il annonce qu'il ne sera plus sur Oüi FM à la rentrée 2015.
Arnold fait son retour à la radio sur France Bleu le 1er août 2016 pour le 5h/6h de France Bleu Matin pendant un mois avant de prendre en charge, pour cette nouvelle saison, la tranche 19h/20h, France Bleu Soir, avec Anne Orenstein. Chaque soir, cette émission développe l'ensemble de l'actualité dans un journal co-présenté par le duo puis, seul, Arnold reçoit un invité et traite en seconde partie de l'actualité culturelle et médiatique.
Le 6 juillet 2023, Arnold, invité sur Oüi FM au micro de Joe et Margaux lors de l’avant-dernier Morning Rock de la saison surprend les auditeurs en annonçant son retour le matin pour la nouvelle saison fin août 2023.

### Télévision
Arnold a été collaborateur de Laurent Weil sur M6, puis journaliste et voix dans 3x+net sur France 3. Il est depuis 2004 un des auteurs de la série télévisée Samantha oups !.

### Journalisme de cinéma
Arnold est un passionné de cinéma. Il a longtemps collaboré avec Laurent Weil à la radio, mais également à la télévision. Ils ont monté plusieurs projets autour de leur passion, mais ceux-ci ne se sont jamais réellement concrétisés. Arnold est actuellement journaliste et critique cinéma à Ciné Live. Il a également travaillé pour « Le Public Système Cinéma », société organisatrice de festivals de cinéma : Deauville, Gérardmer, Cognac.